# Призывник

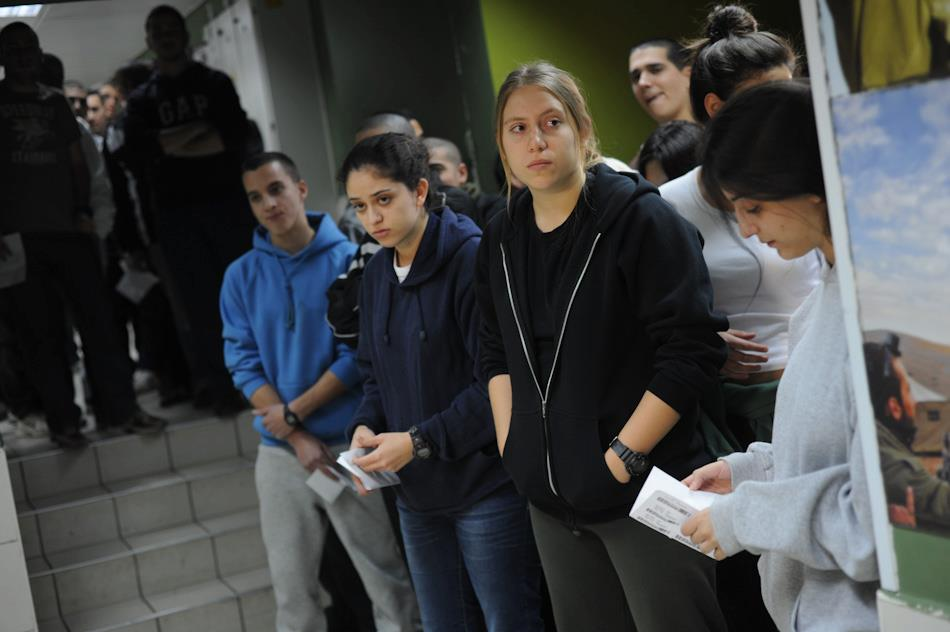
Призывники в призывном центре ЦАХАЛа; Израиль, 2 июня 2012

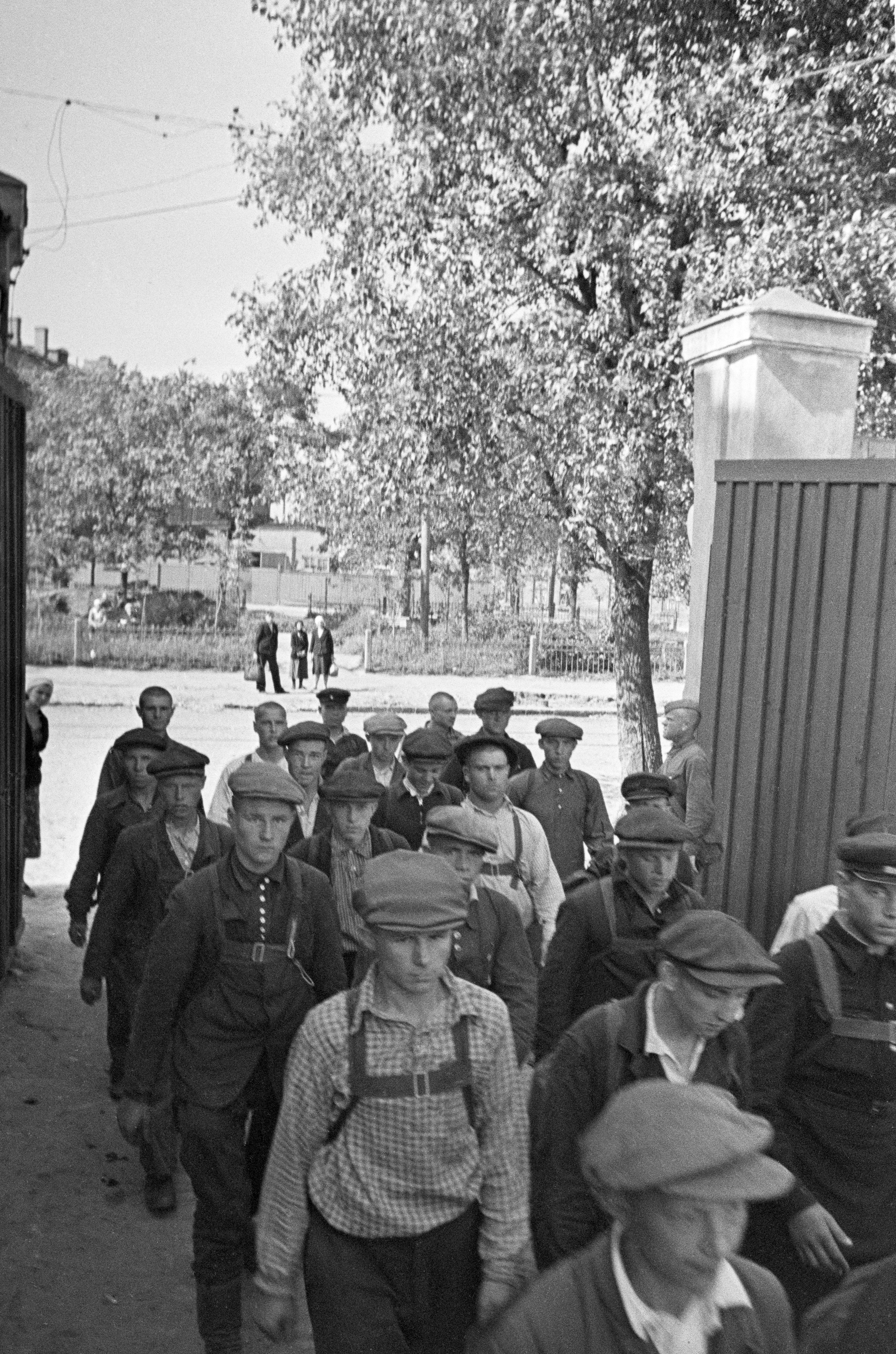
Запись на фронт. Новобранцы входят в ворота казармы им. Ворошилова, Москва, 23 июня 1941 года

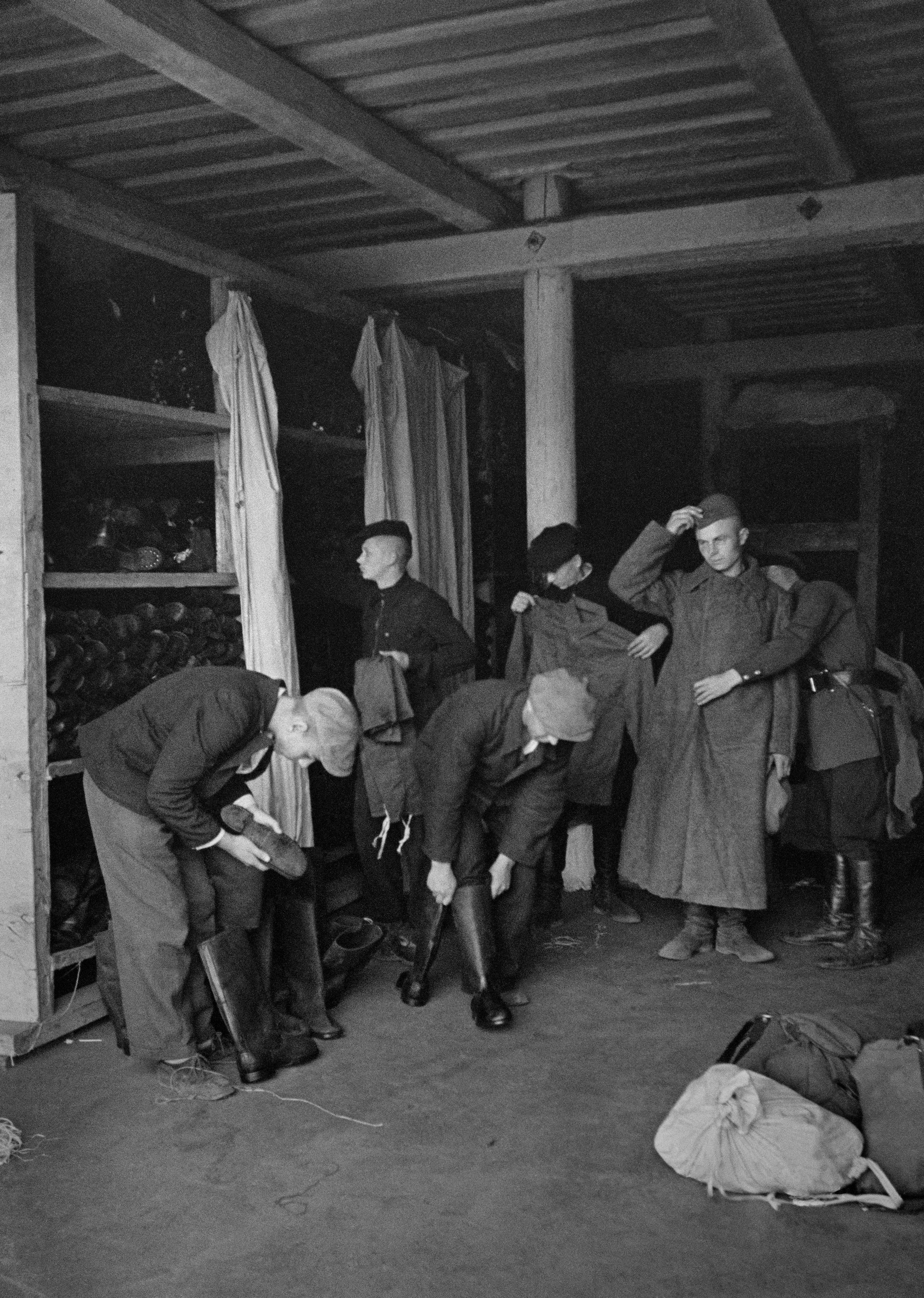
Новобранцы, Москва, 24 июня 1941 года

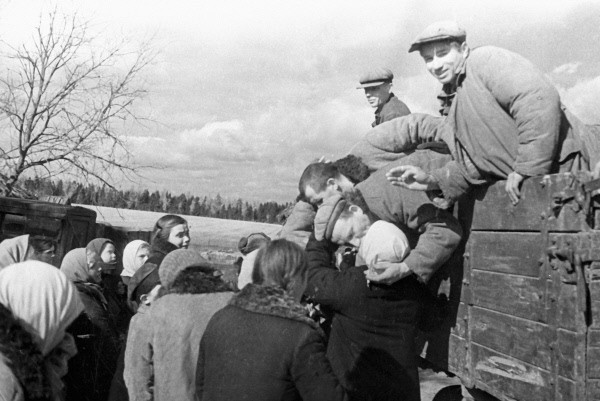
Советские призывники перед отправкой на фронт в районе города Николаева, Южный фронт, УССР, 13 сентября 1941 года

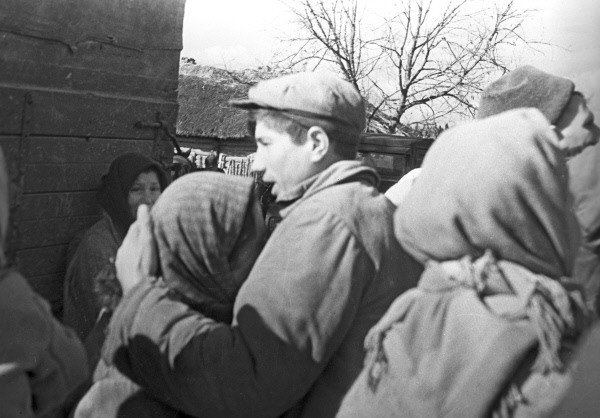
Проводы призывников на войну в районе города Николаева, Великая Отечественная война 1941—1945 годов, УССР

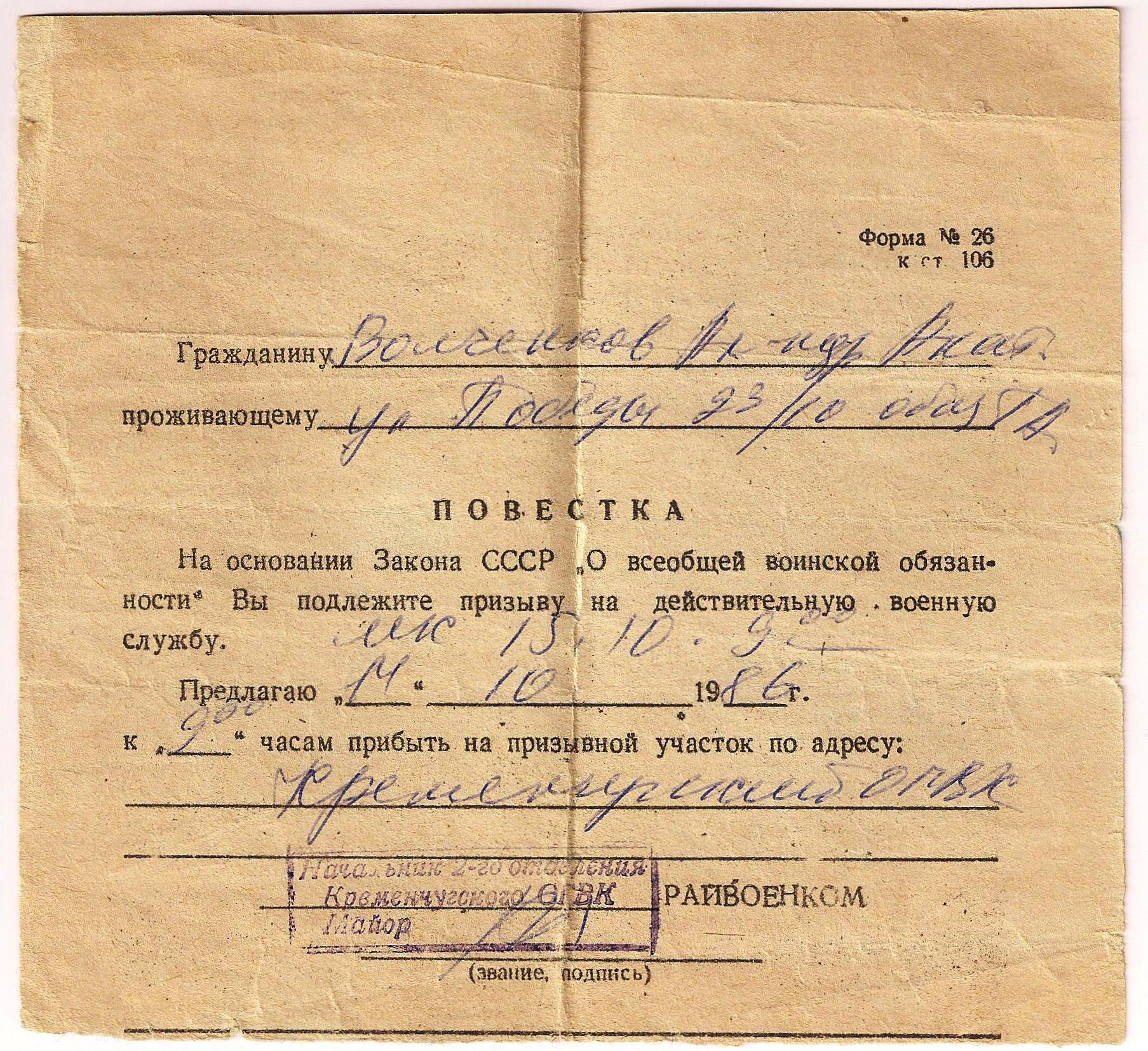
Повестка, Форма № 26, к ст. 106, о призыве, образец 1986 года

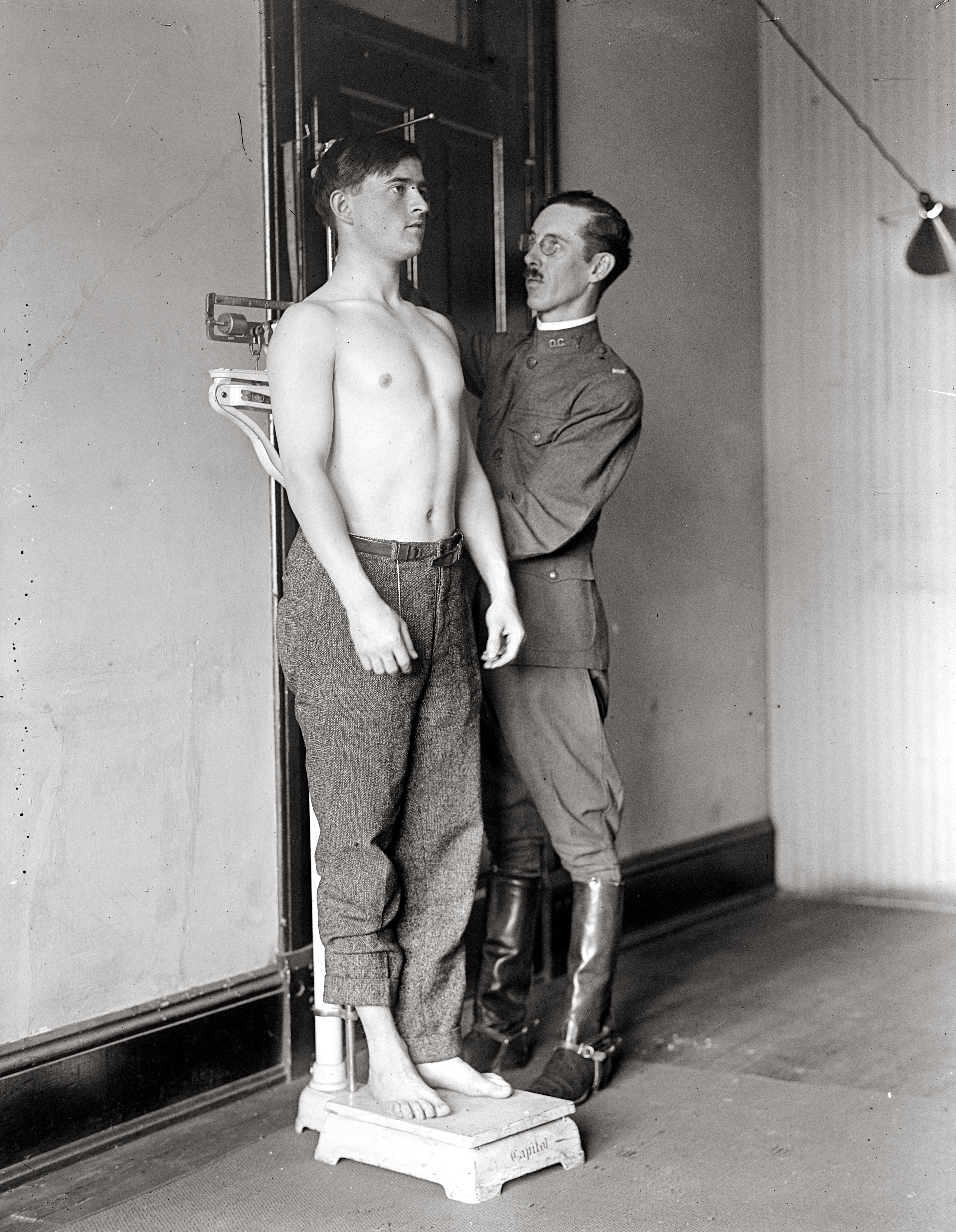
Оценка физического развития в армии США: измерение роста и взвешивание. 1917 г.

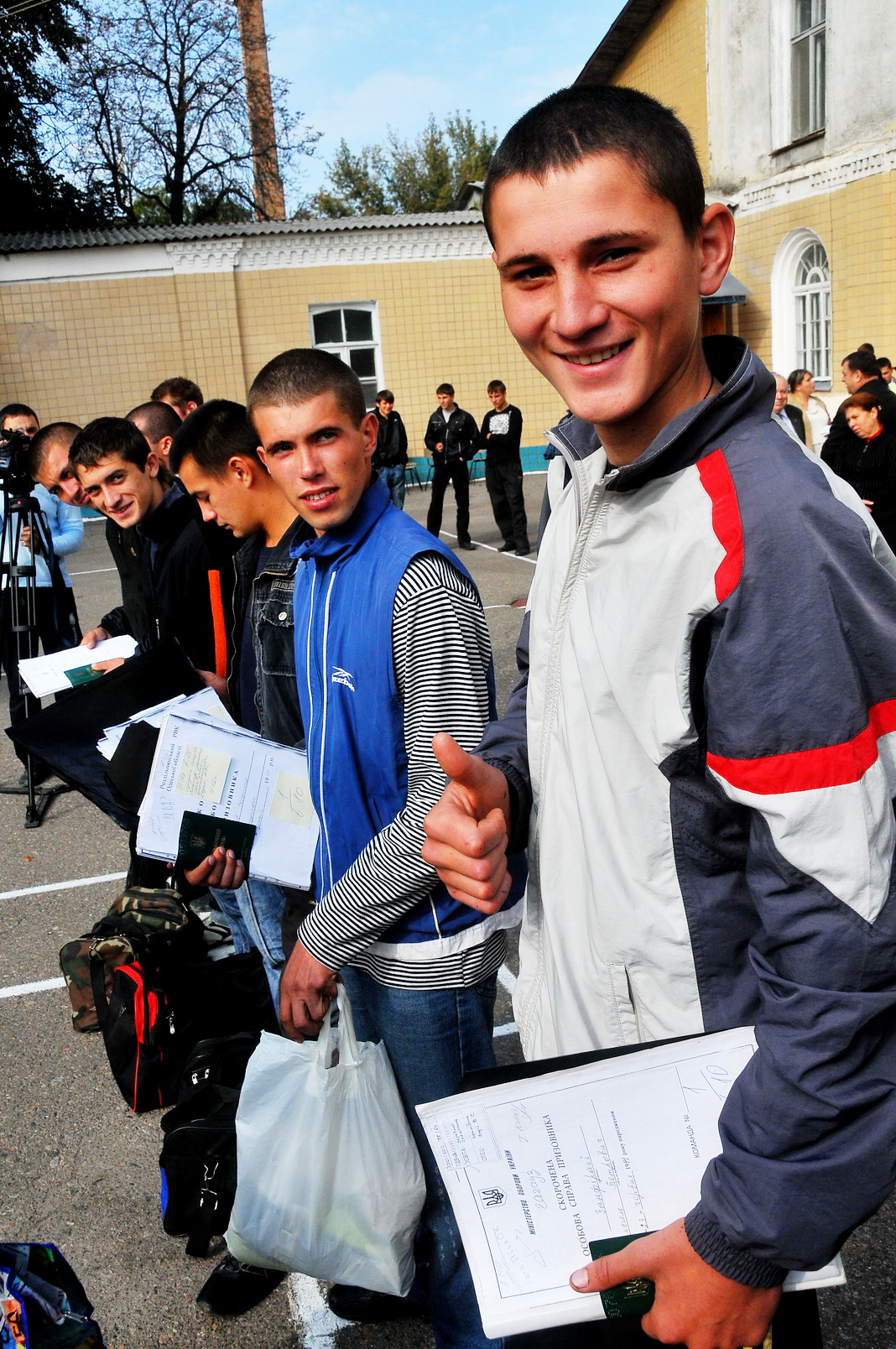
Отправка призывников на службу с областного сборного пункта, Одесса, 6 октября 2009 года

Призывни́к — лицо, подлежащее по законам государства призыву на военную службу в Вооружённые силы (ВС) при призывной или смешанной системе комплектования ВС.
Лица, приписанные к призывным участкам, именуются призывниками. В России также используется именование новобра́нец.

## Россия

### Советский период
Законом в разные периоды истории СССР определялся разный призывной возраст, единый для всех советских граждан, — 21, 19, 18 лет.
Призывник в Союзе ССР: только советский гражданин, призыву на военную службу подлежали все мужчины — граждане СССР; не призывались лишь лица, отбывавшие уголовное наказание, и лица, в отношении которых велось следствие или уголовное дело рассматривалось судом; не допускалась замена призывника другим лицом; за уклонение от призыва или от выполнения обязанностей военной службы виновные несли уголовную ответственность;
Призывник в СССР проходил предварительную подготовку (военно-патриотическое воспитание, начальная военная подготовка (НВП), подготовка специалистов для вооружённых сил, повышение общей грамотности, проведение лечебно-оздоровительных мероприятий и физическая закалка молодёжи) к военной службе:
- прохождение учащимися в средних школах, а другими гражданами — на производстве НВП, включая подготовку по гражданской обороне, с учащейся молодёжью в общеобразовательных школах (начиная с 9-го класса), в средних специальных учебных заведениях (ССУЗ), и в учебных заведениях системы профессионально-технического образования (СПТО) штатными военными руководителями. Юноши, не обучавшиеся в дневных (очных) учебных заведениях НВП, проходили на учебных пунктах, создаваемых (при наличии 15 и более юношей, обязанных проходить НВП) на предприятиях, в организациях и колхозах; Программа НВП включала в себя ознакомление молодёжи с назначением ВС СССР и их характером, с обязанностями военной службы, основными требованиями военной присяги и воинских уставов. Руководители предприятий, учреждений, колхозов и учебных заведений несли ответственность за то, чтобы НВП были охвачены все юноши допризывных и призывных возрастов;
- приобретение военных специальностей в учебных организациях СПТО — профтехучилищах и в организациях Добровольного общества содействия армии, авиации и флоту (ДОСААФ), предназначалась для обеспечения постоянной и высокой боеготовности ВС, являлась заблаговременной и предусматривала подготовку специалистов (водителей автомобилей, электромехаников, связистов, парашютистов и других) из числа юношей, достигших 17-летнего возраста. В городах производилась без отрыва от производства. При этом на период сдачи экзаменов обучающимся юношам предоставлялся оплачиваемый отпуск на 7—15 рабочих дней. В сельской местности производилась с отрывом от производства на сборах в осенне-зимний период. За призывниками в этих случаях сохранялись места работы, занимаемая должность и выплачивалось 50 % среднего заработка. Оплачивались также расходы по найму жилого помещения и проезд к месту учёбы и обратно;
- изучение военного дела и приобретение офицерской специальности студентами высших учебных заведений (ВУЗ) и ССУЗ, занимавшихся по программам подготовки офицеров запаса;
- соблюдение правил воинского учёта и иных воинских обязанностей призывниками и всеми гражданами, состоящими в запасе ВС СССР.

В целях планомерной подготовки и организационного проведения призыва на действительную военную службу территория СССР разделялась на районные (городские) призывные участки. К ним ежегодно в течение февраля — марта приписывались граждане, которым в год приписки исполнялось 17 лет. Приписка к призывным участкам служила средством выявления и изучения количественного и качественного состава призывных контингентов. Она производилась районными (городскими) военными комиссариатами (военкоматами) по месту постоянного или временного жительства. Определение состояния здоровья приписываемых производилось врачами, выделяемыми по решению исполнительных комитетов (исполкомов) районных (городских) Советов народных депутатов из местных лечебных учреждений. Лица, приписанные к призывным участкам, именовались призывниками. Им выдавалось специальное свидетельство. Граждане, подлежащие приписке, были обязаны явиться в военкомат в срок, установленный на основании закона. Перемена призывного участка допускалась только с 1 января до 1 апреля и с 1 июля до 1 октября года призыва. В другое время года перемена призывного участка в отдельных случаях могла быть разрешена лишь по уважительным причинам (например, переезд на новое место жительства в составе семьи). Призыв граждан на действительную военную службу проводился ежегодно повсеместно два раза в год (в мае — июне и в ноябре — декабре) по приказу Министра обороны СССР. В войска, расположенные в отдалённых и некоторых других местностях, призыв начинался на месяц раньше — в апреле и октябре. Количество граждан, подлежащих призыву, устанавливалось Советом Министров СССР. Точные сроки явки граждан на призывные участки определялись, в соответствии с Законом и на основании приказа Министра обороны СССР, приказом военного комиссара. От явки на призывные участки никто из призывников не освобождался (за изъятием случаев, установленных ст. 25 Закона). Вопросы, связанные с призывом, решались коллегиальными органами — призывными комиссиями, создаваемыми в районах, городах под председательством соответствующих военных комиссаров. В состав комиссии в качестве их полноправных членов входили представители местных советских, партийных, комсомольских организаций и врачи. Персональный состав призывной комиссии утверждался исполкомами районных (городских) Советов народных депутатов.
На районные (городские) призывные комиссии возлагались:
- а) организация медицинского освидетельствования призывников;
- б) принятие решения о призыве на действительную военную службу и предназначение призванных по видам ВС и родам войск;
- в) предоставление отсрочек в соответствии с Законом;
- г) освобождение от воинской обязанности призывников в связи с наличием у них заболеваний или физических недостатков;

При принятии решения призывные комиссии были обязаны всесторонне обсудить семейное и материальное положение призывника, состояние его здоровья, учесть пожелания самого призывника, его специальность, рекомендации комсомольских и других общественных организаций. Решения принимались большинством голосов. Для руководства районными (городскими) призывными комиссиями и контроля над их деятельностью в союзных и автономных республиках, краях, областях и автономных округах создавались соответствующие комиссии под председательством военного комиссара союзной или автономной республики, краях, области или автономного округа. За деятельностью призывных комиссий осуществлялся контроль со стороны Советов народных депутатов и прокурорский надзор. За недобросовестное или пристрастное отношение к делу при решении вопроса призыва, предоставление незаконных отсрочек члены призывных комиссий и врачи, участвующие в освидетельствовании призывников, а также другие лица, допустившие злоупотребления, привлекались к ответственности в соответствии с действующим законодательством. В основу распределения призывников по видам ВС и родам войск клался принцип производственной квалификации и специальности с учётом состояния здоровья. Этот же принцип применялся при призыве граждан в военно-строительные отряды (ВСО), предназначенные для выполнения строительно-монтажных работ, изготовления конструкций и деталей на промышленных и лесозаготовительных предприятиях системы Министерства обороны СССР. Комплектование ВСО производилось преимущественно из призывников, окончивших строительные учебные заведения или имевших строительные или родственные им специальности или опыт работы в строительстве (сантехники, бульдозеристы, кабельщики и т. д.).
Отсрочка от призыва могла быть предоставлена по трём основаниям:
- а) по состоянию здоровья — предоставлялась призывникам, признанным временно негодными к военной службе по болезни (ст. 36 Закона);
- б) по семейному положению (ст. 34 Закона);
- в) для продолжения образования (ст. 35 Закона).

### Федеративный период
Законом Российской Федерации определён призывной возраст для граждан: 18—30 лет.
Из «подлежащих призыву на военную службу» законодательство исключает следующие категории граждан:
- отбывающие наказание в виде обязательных работ, исправительных работ, ограничения свободы, ареста или лишения свободы;
- имеющие неснятую или непогашенную судимость;
- в отношении которых ведётся дознание либо предварительное следствие или уголовное дело в отношении которых передано в суд.

Призыв осуществляется два раза в год: с 1 апреля по 15 июля и с 1 октября по 31 декабря, но не раньше, чем будет издан соответствующий указ Президента России. Своим указом Президент может сократить, но не продлить сроки призыва. Согласно п. 1 ст. 26 ФЗ «О воинской обязанности и военной службе», призыв на военную службу призывников включает в себя:
- явку на медицинское освидетельствование;
- явку на заседание призывной комиссии;
- явку в военный комиссариат для отправки к месту прохождения военной службы;
- нахождение в военном комиссариате до отправки к месту прохождения военной службы.

Призывник, принятый под командование представителем воинской части, считается призванным к действительной военной службе и становится военнослужащим.
С 1 января 2008 года срок военной службы для военнослужащих, проходящих военную службу по призыву, составляет 12 месяцев (1 год).
С 1 января 2008 года вступили в силу поправки в Федеральный закон «О воинской обязанности и военной службе», ограничивающие право граждан на отсрочку от призыва. Так, теперь вместо 2 отсрочек для получения образования гражданин может воспользоваться только одной (как исключение, после отсрочки на учёбу в школе можно получить отсрочку на учёбу в вузе; после отсрочки на учёбу в бакалавриате можно получить отсрочку на учёбу в магистратуре). Выпускнику школы предстоит выбрать, куда ему поступать. Если он продолжит образование в вузе, то использует отсрочку и получит высшее образование. Тем не менее, если он решит получить среднее профессиональное образование и поступит в колледж, то он также использует отсрочку и затем не получает отсрочки при обучении в вузе.
Уклонение от призыва
По некоторым данным, в Российской Федерации ежегодно уклоняется от получения повестки о призыве около 200 тысяч военнообязанных, т. н. «уклонистов» (данные за 2009—2014 гг.). Вместе с тем, проводимая совместная работа военных комиссариатов с МВД и другими ведомствами, а также развитие системы патриотического воспитания позволили уже в начале 2000-х годов сократить число уклонистов по отдельным регионам.
Постепенно в обществе формируется негативное отношение к призыву. Воинская обязанность мешает юношам учиться в вузах и работать (отсутствие военного билета может привести к отказу в принятии на работу). Также отношение к призыву так и не улучшилось с 80—90-х годов XX века, когда в локальных войнах (Афганская война, Первая и Вторая война в Чечне) погибали в основном плохо обученные «срочники» 18-20 лет. Реформа в Вооружённых силах РФ, проводящаяся с 2013 года, подразумевает значительное увеличение доли военнослужащих контрактной службы и увеличение денежного довольствия им. В 2013 году число «контрактников» стало больше, чем солдат срочной службы. В 2016 году впервые в российской истории сержантский состав стал полностью на контрактной основе. В октябре 2017 года Путин напомнил о том, что Россия продолжает переходить на контрактную службу и в будущем вопрос о призыве будет неактуален. Ранее отменить призыв обещали еще Ельцин в начале 1990-х годов и сам Путин в первые годы своего правления. Однако по состоянию на начало 2017 года часть вооружённых сил (не менее 200 тыс.) служит по призыву. Также некоторые контрактники заключают контракт до окончания срочной службы (день службы по призыву равняется двум дням службы по контракту).

## США
При необходимости военнослужащие резервных компонентов призываются на действительную службу. Последний призыв осуществлялся в 1973 году. Также граждане США могут вступить в Национальную гвардию (члены Нацгвардии получают льготы, зарплату и пенсию после 20 лет службы), таким образом став военнообязанными. Национальная гвардия является резервом Вооруженных сил США. Также её члены выполняют функцию Внутренних войск, при этом подчиняясь губернатору Штата. Каждый Штат имеет свою Национальную гвардию. Большинство членов Национальной гвардии совмещает службу с гражданской профессией. Предусмотрена уголовная ответственность для работодателей, не отпускающих своих подчиненных (членов Национальной гвардии) на военные сборы.

## Дания
В соответствии с §81 Конституции Дании, в стране сохраняется призывная служба, и все датчане мужского пола, достигшие 18 лет, формально несут воинскую обязанность. В 2020 году службу по призыву в вооруженных силах Дании проходил 4631 человек, в том числе 3593 мужчины и 1038 женщин. Призыв проходит в заранее назначаемый каждый год День вооруженных сил (дат. Forsvarets Dag) и включает в себя письменный тест, медицинский осмотр и лотерею, в которой случайным образом — в зависимости от выпавшего номера — определяется, будет ли призывник отправлен на действительную службу или в резерв. Чем больше волонтёров в текущий год заявится, тем, соответственно, меньшее количество срочников призовут. Почти все места на действительной призывной службе занимают добровольцы, поступающие на службу без лотереи — их доля среди военнослужащих, проходящих службу по призыву, увеличивалась с 76 % в 2006 году до 99,9 % в 2020 году. Таким образом, на практике призыв применяется весьма редко. В 2020 году было призвано лишь 19 человек.
Однако, в стране существует обязанность проходить службу, и предусмотрена уголовная ответственность за отказ ее нести. Жители Гренландии и Фарерских островов освобождены от обязательной службы.
Министр обороны Дании в январе 2023 года предложил ввести обязательную военную службу для женщин для укрепления военной силы государства.